# Baby Bone
A Baby Bone zenekar újkígyósi székhelyű Békés vármegyei rockcsapat, amely ezt a műfajt 1993-ban kezdte. Zenéjük az 1996-os tagcserékkel megváltozott kissé, a grunge-metal zene irányába indultak el. A  dallamviláguk jellegzetességei megmaradtak és a depresszív, a világ rossz oldalát bemutató szövegeik sem változtak. A ma is aktív zenekar 3 nagylemezt adott ki, és számos demón bizonyított.

## A zenekar tagjai
- Medovarszki Tibor – basszusgitár;
- Rákóczi Antal – ének;
- Ruck Róbert – dob;
- Zubán Zoltán – gitár

## Albumok
- 1995 – Ablak a semmibe
- 1997 – Úgyis kiderül
- 1999 – Global
- 2009 – Supernova

## Demók
- Lázálom – 1996
- Benned az állat – 1998
- Kell a rossz – 2001
- Keserű likőr – 2004
- Valahol – 2005